# 群馬県立前橋東高等学校
群馬県立前橋東高等学校（ぐんまけんりつ まえばしひがしこうとうがっこう）は、群馬県前橋市江木町に所在する公立の高等学校。前橋市の東部にあり、城南地区や伊勢崎市に近い。県内では一般に「まえひがし」と言われる。前橋市内では、単に「ひがし」とも言われる。

## 設置学科
- 総合学科
  - 語学人文系列
  - 社会科学系列
  - 自然科学系列
  - 芸術文化系列
  - 人間科学系列

## 概要
2003年4月入学生より普通科から総合学科になる。総合学科移行に伴い、男女とも制服を変更。
旧中部第2学区の中では、群馬県立前橋高等学校、群馬県立前橋女子高等学校に次ぐ進学校で、卒業生の一部は四年制大学へ進学する。
群馬県立前橋南高等学校とは、学力的にライバル関係。
校則が厳しく、柔道、バドミントン、卓球、吹奏楽などの部活動では好成績を残している。

## 沿革
- 1980年〈昭和55年〉4月1日 - 開校。定員270名（1学年6学級）[1]。
- 1982年〈昭和57年〉10月28日 - 前橋東高校の歌「われら若草」（作詩：鈴木比呂志・作曲：江口浩司）を校歌に選定[1]。
- 2003年〈平成15年〉 - 普通科から総合学科になる。

## 著名な卒業生
- 加藤さゆり - 長野県副知事、消費者庁参事官
- 横澤由貴 - 柔道選手、アテネオリンピック・女子柔道52kg級銀メダリスト
- 星野美香 - 卓球選手、全日本卓球選手権7回優勝
- 伊藤辰哉 - 陸上選手
- 神田直輝 - プロ野球選手
- 兼重淳 - 映画監督
- 舘野忠臣 - お笑い芸人、ネコニスズメンバー